# Crocidura lusitania
Crocidura lusitania (білозубка мавританська) — дрібний ссавець, вид роду білозубка (Crocidura) родини мідицеві (Soricidae) ряду мідицеподібні (Soriciformes).

## Поширення
Зустрічається по всій зоні Сахеля в Африці: Сенегал, Мавританія, Малі (у тому числі один запис із Сахари), Нігер, Нігерія, Ефіопія та Еритрея. Він також присутній на півдні Марокко та півночі Західної Сахари. Його природним середовищем проживання є сухі савани і субтропічні або тропічні сухі чагарники.